# Eco Catania
L' Eco Catania è Ro-Ro appartenente alla società italiana Gruppo Grimaldi.

## Servizio
Varato il 26 agosto 2020 nel cantiere navale Nanjing Jinglin Shipyard di Nanjing per il Gruppo Grimaldi alla quale viene consegnato il giugno 2021, giunge nel porto di Catania il 7 luglio successivo dove viene battezzato e immesso nei collegamenti tra Catania, La Valletta, Livorno e Genova.

## Navi gemelle
- Eco Barcellona
- Eco Livorno
- Eco Savona
- Eco Adriatica
- Eco Valencia
- Eco Malta
- Eco Mediterranea
- Eco Italia
- Eco Salerno
- Eco Napoli